# Judith Gamora Cohen
Judith Gamora Cohen   (Nova York, 1946) és professora d'Astronomia de la Kate Van Nuys Page en l'Institut Tecnològic de Califòrnia.
Té una llicenciatura de l'Institut d'Estudis Avançats Radcliffe, un doctorat de Caltech i una llicenciatura de la Universitat d'Arizona. La seva recerca en l'estructura i evolució dels estels i galàxies ha influït en el desenvolupament d'instrumentació per a l'observatori Keck i la conducció de la Revista Caltech Faint Galaxy Redshift Survey, amb més de 200 articles publicats.
Ha impartit la distingida conferència Caroline Herschel en l'Institut de Ciència del Telescopi Espacial i la Conferència distingida Cecilia Payne-Gaposchkin al Harvard-Smithsonian Center for Astrophysics.
Algunes de les seves recerques han estat descrites en la premsa popular. Usant òptiques adaptatives guiades per làser en l'observatori Keck, va mostrar que diversos grups atapeïts d'estels que orbiten al voltant de la galàxia d'Andròmeda no eren en realitat grups. Juntament amb Evan Kirby, ha estudiat la massa de la propera galàxia nana del Triangle II, demostrant que aquesta galàxia té una massa sorprenentment gran pel seu nombre d'estels visibles, cosa que la converteix en una galàxia candidata de matèria fosca.